# Kim Peyton
Pour les articles homonymes, voir Peyton.
Kimberley Marie Peyton dite Kim Peyton, née le 26 janvier 1957 à Hood River et morte le 13 décembre 1986 à Stanford, est une nageuse américaine.

## Biographie
Kim Peyton nage les séries du relais 4 × 100 mètres nage libre des Jeux olympiques d'été de 1972 à Munich mais ne participe pas à la finale remportée par les Américaines.
Aux Jeux olympiques d'été de 1976 à Munich, elle remporte la médaille d'or à l'issue de la finale du relais 4 × 100 mètres nage libre. Elle termine quatrième de la finale du 100 mètres nage libre. 
Elle a été l'épouse du joueur de water-polo Drew McDonald. Elle meurt à l'âge de 29 ans des suites d'une tumeur du cerveau non-cancéreuse mais inopérable.